# 24.ª Calle Suroeste
La 24.ª Calle Suroeste es una calle transversal del cuadrante suroeste de la ciudad de Managua, Nicaragua. Su recorrido se extiende en varios tramos desconectados que enlazan sectores del centro-oeste de la capital con barrios del Distrito II y III.

## Trazado
El primer tramo inicia en la 2.ª Avenida Suroeste en el barrio Jonathan González y continúa hacia el oeste, culminando en la Avenida Naciones Unidas en los alrededores de Plaza España.
El segundo tramo reaparece en la 21.ª Avenida Suroeste en el Barrio Altagracia, y cruza importantes vías residenciales como la Avenida Batahola, continuando hasta la 32.ª Avenida Suroeste. Desde allí, se extiende hasta su término occidental en la 36.ª Avenida Suroeste, dentro del barrio Batahola Sur.

## Barrios que atraviesa
- Jonathan González
- Altagracia
- Nora Astorga
- Batahola Sur

## Coordenadas
12°8′23″N 86°17′18″O / 12.13972, -86.28833